# Taygetis tenebrosus
Taygetis tenebrosus är en fjärilsart som beskrevs av Blanchard 1847. Taygetis tenebrosus ingår i släktet Taygetis och familjen praktfjärilar. Inga underarter finns listade i Catalogue of Life.